# Kenneth Vermeer
Kenneth Harold Vermeer (Amsterdam, 10 januari 1986) is een Nederlandse voetballer die als doelman speelt. Vermeer debuteerde in 2012 in het Nederlands voetbalelftal. Op 17 mei 2023 maakte de Surinaamse voetbalbond bekend dat Vermeer zich beschikbaar heeft gesteld voor het Surinaamse nationale elftal. Op 23 juni 2023 werd bekend dat Vermeer voor een seizoen een contract tekende bij PEC Zwolle met een optie tot nog een seizoen.

## Clubcarrière

### Ajax

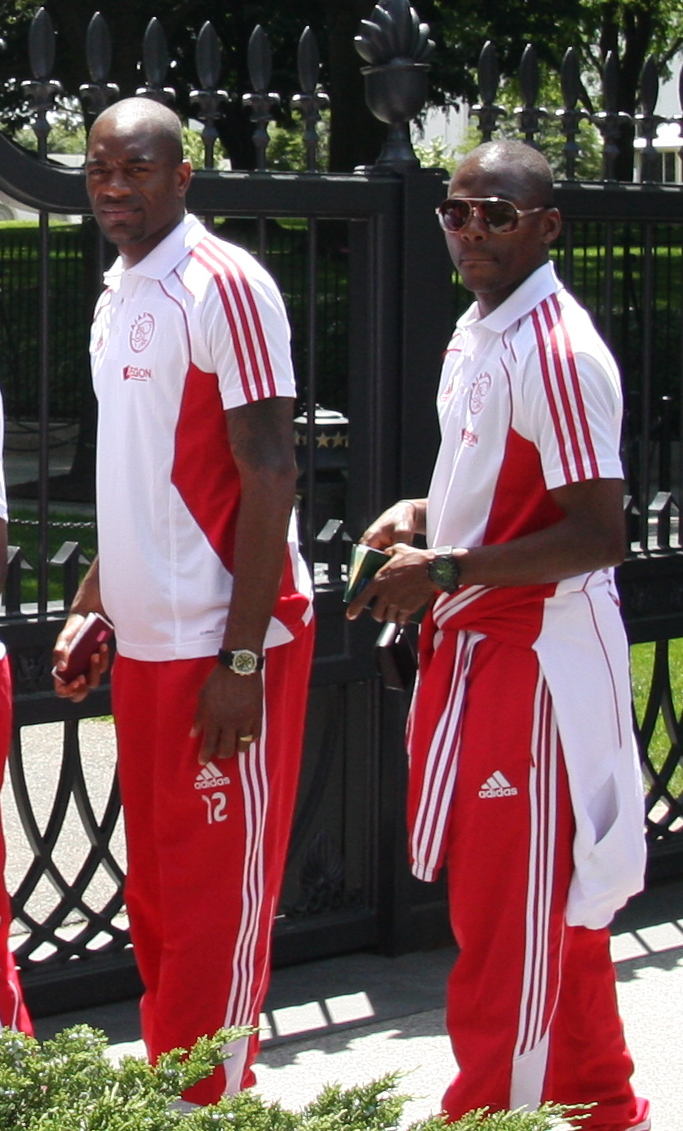
Vermeer (links) met Eyong Enoh bij Ajax.

Vermeer begon relatief laat in zijn jeugd als keeper, na eerst veldspeler geweest te zijn. Als keeper werd hij door Ajax gescout bij SC Neerlandia/SLTO. Daar doorliep hij sinds 1999 alle jeugdelftallen en uiteindelijk belandde hij in het beloftenelftal. Hij trainde regelmatig mee met de eerste selectie. Het seizoen daarop werd Vermeer derde doelman bij Ajax en maakte hij zijn debuut in Ajax 1 in de UEFA-cup wedstrijd tegen IK Start. Tot en met seizoen 2007/2008 was dat zijn enige optreden in Ajax 1. Daarna werd hij uitgeleend aan Willem II. Vermeer werd daarna teruggehaald naar Ajax. Hij was tot september 2013 eerste keeper van Ajax, maar verloor zijn basisplaats aan Jasper Cillessen.

### Verhuur aan Willem II
Op 2 februari 2007 bereikte Ajax overeenstemming met Vermeer over contractverlenging tot en met 30 juni 2010. Omdat Vermeer in het seizoen 2007/2008 opnieuw derde keeper achter Maarten Stekelenburg en Dennis Gentenaar zou worden, werd Vermeer voor één jaar verhuurd aan Willem II om speeltijd op het hoogste niveau te maken.
Aanvankelijk begon Vermeer in Tilburg als eerste doelman door een blessure van concurrent Maikel Aerts. Hij debuteerde er in de eredivisie. Na Aerts' herstel kreeg laatstgenoemde de voorkeur, onder meer omdat Aerts coachend en in de lucht sterker is. Vermeer werd verweten een goede lijnkeeper te zijn, maar in de lucht nog tekort te komen. Toen Aerts in maart in de wedstrijd tegen Ajax opnieuw zwaar geblesseerd raakte, keerde Vermeer terug in het doel. Hij maakte het seizoen bij Willem II vervolgens af als eerste keeper.

### Terugkeer bij Ajax

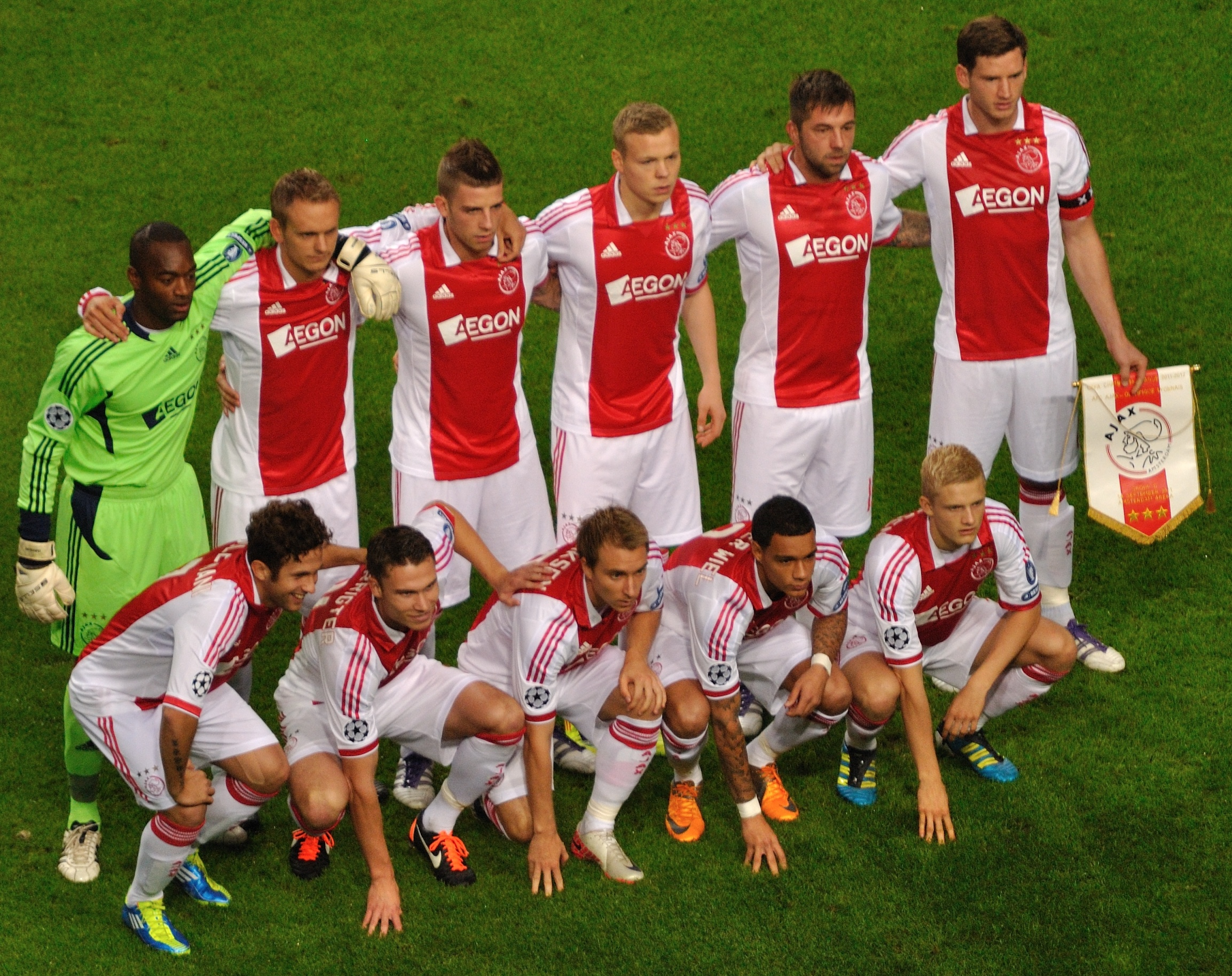
Vermeer voorafgaand aan Ajax - Olympique Lyon (0-0) in 2011.

In het seizoen 2008/09 kwam Vermeer terug bij Ajax en werd door nieuwe coach Marco van Basten in de selectie opgenomen als derde keeper achter Maarten Stekelenburg en Dennis Gentenaar maar voor Hans Vonk. Gedurende het seizoen passeerde Vermeer Gentenaar in de rangorde en werd tweede keeper achter Maarten Stekelenburg. Toen Stekelenburg en Gentenaar beiden eind september 2008 geblesseerd raakten werd Vermeer automatisch de eerste keeper bij Ajax. Zijn debuut in de Eredivisie voor Ajax was uit tegen sc Heerenveen op 5 oktober 2008. Ajax verloor dramatisch met 5-2. Ondanks zijn vijf tegendoelpunten, werd Vermeer toch gezien als lichtpuntje in de wedstrijd. Vermeer herpakte zijn vorm daarna en ontpopte zich tot een betrouwbare keeper met goede reflexen, die alleen kwetsbaar is bij hoge ballen van de zijkant. Vermeer speelde tot de winterstop alle wedstrijden als eerste keeper van Ajax. Na de winterstop was eerste keeper Stekelenburg hersteld en coach Van Basten koos voor Stekelenburg als eerste doelman. Stekelenburg raakte in februari 2009 echter weer geblesseerd waardoor Vermeer weer een kans kreeg in de beslissende UEFA Cup return tegen Fiorentina in de Amsterdam ArenA op 26 februari 2009. Vermeer blonk uit, maar kreeg desondanks toch een tegendoelpunt te verwerken. Doordat de blessure van Stekelenburg langer duurde dan werd verwacht, speelde Vermeer de twee eerstvolgende competitiewedstrijden ook. Daarop besloot Van Basten dat Vermeer tot aan het einde van het seizoen 2008/09 de eerste doelman van Ajax zou blijven, hoewel Stekelenburg weer fit was.
Het daaropvolgende seizoen werd Martin Jol de hoofdtrainer van Ajax en moest Vermeer zich weer in de rol van reserve-doelman schikken. Dit seizoen zal hij in totaal aan 1 Eredivisie wedstrijd deelnemen.
Op 12 augustus 2010 liep Vermeer een zware blessure op, hij scheurde zijn rechter achillespees helemaal af. Door deze blessure was Vermeer in het seizoen 2010/11 lange tijd uitgeschakeld en door tegenslagen duurde zijn herstel daarnaast langer dan verwacht. Op 2 april 2011 werd bekend dat Vermeer voor het eerst sinds lange tijd weer bij de wedstrijdselectie zou zitten voor het duel met Heracles Almelo. Door een blessure van Maarten Stekelenburg had Vermeer gelijk een basisplaats. Stekelenburg bleef tot het eind van het seizoen geblesseerd waardoor Vermeer het seizoen mocht afmaken. Hij werd met Ajax in dat seizoen in de laatste speelronde landskampioen. Nadat Stekelenburg kort voor het begin van het nieuwe seizoen naar een andere club ging, startte Vermeer het seizoen 2011/12 als eerste keeper. Vermeer heeft als vervangers de doelmannen Jasper Cillessen en Jeroen Verhoeven. Laatstgenoemde vertrok echter aan het eind van seizoen 2011/12. Hij werd opgevolgd door de jongeling Mickey van der Hart, bekend door zijn sterke optredens in de Next Gen Series. In april 2012 maakte Vermeers werkgever Ajax bekend dat Vermeer voor twee jaar bijtekent: Dit betekent dat hij tot 1 juli 2015 blijft keepen bij Ajax.
Op 20 januari 2013 wist Vermeer in de klassieker Ajax-Feyenoord, in de 64e minuut een strafschop van Lex Immers te stoppen. De wedstrijd eindigde uiteindelijk in een 3-0 overwinning voor Ajax. Op 17 februari 2013 speelde Vermeer in de uitwedstrijd bij RKC Waalwijk zijn honderdste competitie duel in zijn carrière, hij stopte tijdens deze wedstrijd een strafschop van Robert Braber. Op 7 april 2013 werd hij in de thuiswedstrijd tegen Heracles met een rode kaart van het veld gestuurd nadat hij Geoffrey Castillion foutief neerhaalde. Bij deze actie blesseerde hij zichzelf. Door zijn rode kaart miste hij de topper op 14 april 2013 uit bij PSV . Op 27 september 2013 maakte Ajax-coach Frank de Boer bekend dat hij voorlopig de voorkeur zou geven aan Jasper Cillessen boven Vermeer, nadat deze meerdere malen in de fout was gegaan in de voorgaande wedstrijden.
Op 28 oktober 2013 mocht Vermeer meespelen in de wedstrijd van Jong Ajax in de Jupiler League thuis tegen FC Dordrecht wat met 4-0 te sterk was voor Jong Ajax.
Vermeer kwam op 19 december 2013 voor het eerst sinds september weer in actie voor de hoofdmacht van Ajax in de achtste finale van de KNVB Beker verdedigde Vermeer 90 minuten de goal in de met 3-0 gewonnen wedstrijd uit bij V.V. IJsselmeervogels. Door een blessure van Jasper Cillessen speelde Kenneth Vermeer op 6 februari 2014 zijn honderdste Eredivisie-wedstrijd voor Ajax in de thuiswedstrijd tegen FC Groningen, die met 2-1 werd gewonnen. De eerste competitiewedstrijd van het seizoen 2014/15 stond Vermeer in de basis; hij werd na afloop uitgeroepen tot man van de wedstrijd.

### Feyenoord
Doordat Vermeer als tweede keeper op een dood spoor zat en zijn contract nog slechts één jaar doorliep, mocht hij in de zomer van 2014 van Ajax uitzien naar een andere club. Hij stond onder andere in de belangstelling van AZ. Vermeers zaakwaarnemer Winnie Haatrecht onderhandelde met directeur voetbalzaken Marc Overmars over de transfersom, als Vermeer een overstap zou maken naar een andere Eredivisieclub. Overmars, in de veronderstelling dat Vermeer nog steeds in de belangstelling stond van AZ, stelde uit dankbaarheid voor Vermeers bewezen diensten een schappelijke transfersom vast van ongeveer 1 miljoen euro. Kort na de schriftelijke bevestiging van de gestelde transfersom, maakte Haatrecht aan Ajax bekend dat Vermeer al enkele dagen onderhandelde met Feyenoord en dat de club zonder meer bereid was aan de transfersom te voldoen. Bij Ajax werd met verbijstering gereageerd en trainer Frank de Boer noemde de wijze van handelen van Haatrecht, Vermeer en Feyenoord later "niet netjes" en gaf aan dat het nooit de bedoeling kon zijn de concurrentie sterker te maken. Later stelde Marc Overmars bij dergelijke afspraken met spelers, dat de gelimiteerde transfersom niet zou gelden voor directe concurrenten als Feyenoord en PSV. Het gevolg van de overgang van Vermeer was dat er keeperscarrousel op gang kwam. Ajax had al ingespeeld op een mogelijk vertrek van Vermeer, door een principeakkoord te bereiken met Diederik Boer, die bij PEC Zwolle speelde. Na de overgang van Boer naar Ajax, klopte PEC Zwolle aan bij Feyenoord om de die zomer van FC Dordrecht aangetrokken Warner Hahn, die door de transfer buiten de boot dreigde te vallen, te huren.
Op 31 augustus 2014, na afloop van de competitiewedstrijd FC Groningen-Ajax (2–0), meldde trainer-coach Frank de Boer dat de transfer van Vermeer naar Feyenoord zo goed als rond was. Een dag later werd door de clubs officieel bekendgemaakt dat Vermeer per direct de overstap zou maken. Hij tekende een contract voor vier jaar bij de Rotterdamse club. Bijna twee weken later, op zaterdag 13 september, debuteerde hij voor Feyenoord in de thuiswedstrijd tegen Willem II (1–2 verlies). Vermeer werd bij Feyenoord direct eerste doelman, ten koste van Erwin Mulder. Hij speelde in zijn eerste seizoen 32 van de 34 en in seizoen 2015/16 alle competitiewedstrijden van de club. Op 24 april 2016 won hij met Feyenoord de KNVB beker. Vermeer verlengde in juni 2016 zijn contract bij de club tot medio 2020. Hij scheurde tijdens een training in juli zijn achillespees en zou daardoor zeker een half jaar moeten revalideren. Hij was in februari 2017 weer fit, maar Feyenoord-trainer Giovanni van Bronckhorst was inmiddels zo tevreden over Vermeers vervanger Brad Jones dat hij besloot dat die het seizoen af mocht maken als eerste doelman.
In de voorbereiding van het seizoen 2017-18 mochten beide doelverdedigers tweemaal een oefenwedstrijd onder de lat plaatsnemen. Beide doelmannen haalden hierbij hetzelfde gemiddelde. Drie dagen voor de wedstrijd om de Johan Cruijffschaal tegen Vitesse raakte Vermeer opnieuw geblesseerd, ditmaal aan de hand. Jones is in die tijd de eerste doelman.

### Club Brugge
Feyenoord verhuurde Vermeer op 19 januari 2018 voor een halfjaar aan Club Brugge. Dat bedong daarbij een optie tot koop.
Vermeer maakte zijn officiële debuut voor Club Brugge in de returnwedstrijd van de halve finale van de Croky Cup tegen Standard Luik.
Vervolgens bleef Vermeer de eerste doelman van Club Brugge, hij speelde zeven competitiewedstrijden en een bekerwedstrijd, maar daarna raakte hij tijdens een training geblesseerd, waardoor zijn seizoen ten einde was. Met Club Brugge werd Vermeer landskampioen, dit betekende de zesde landstitel in zijn loopbaan bij drie verschillende clubs. Na dit seizoen besloot Club Brugge verder te kijken naar andere doelmannen. Er werden geen onderhandelingen met Feyenoord gestart.

### Terugkeer bij Feyenoord
Terug bij Feyenoord moest Vermeer de strijd aangaan met Brad Jones en Justin Bijlow. Nadat eerstgenoemde al snel vertrok en Vermeer wederom kampte met een blessure, werd Bijlow benoemd tot eerste doelman. Als extra doelman werd Joris Delle gehaald. In de eerste wedstrijd na de winterstop in januari 2019 raakte Bijlow in de tweede helft geblesseerd, waarna Vermeer zijn rentree maakte. Bijlow was voor langere tijd geblesseerd, waardoor Vermeer de nieuwe eerste doelman werd. Dit bleef hij ook in het navolgende seizoen.

### Los Angeles FC
Op 15 januari 2020 tekende Vermeer een tweejarig contract bij Los Angeles FC. Vermeer maakte zijn officiële debuut voor deze club in de achtste finale van de CONCACAF Champions League. Met Vermeer in het doel verloor zijn club in december 2020 de finale van dat toernooi van het Mexicaanse Tigres UANL. Op 17 april werd bekend dat Vermeer zijn contract bij Los Angeles FC heeft laten ontbinden nadat duidelijk werd dat de doelman geen eerste keus zou worden.

### FC Cincinnati
Op 7 mei 2021 ondertekende Vermeer een contract tot en met het seizoen 2022 bij FC Cincinnati dat eveneens uitkomt in de Major League Soccer (MLS). Bij deze club is Jaap Stam de hoofdtrainer. Om Vermeer een plaats in de selectie te kunnen geven werd Maikel van der Werff tot 3 juli naar de blessurelijst verplaatst. Op 16 mei 2023 maakte de club bekend dat ze het contract van Vermeer hebben afgekocht en hij niet langer bij hun selectie hoort.

### PEC Zwolle
Op 23 juni 2023 tekende Vermeer een éénjarig contract bij de club PEC Zwolle. Vermeer zei zelf het volgende over de overstap: ,,Het voelt goed om terug te keren in Nederland in een voor mij bekende competitie bij een nieuwe club”, zegt Vermeer. ,,Ik ken PEC Zwolle als een club die staat voor verzorgd en aanvallend voetbal. Onder trainer Dick Schreuder is die speelwijze nóg belangrijker gemaakt en verder doorontwikkeld en dat past goed bij mijn eigen voorkeur.”

### GVVV Veenendaal
Op 15 augustus 2025 werd bekend dat de dan 39-jarige Vermeer, die transfervrij bij PEC Zwolle mocht vertrekken, zijn loopbaan voortzet bij tweede divisionist GVVV uit Veenendaal. 

## Clubstatistieken

### Beloften
| Seizoen | Club      | Competitie     | Competitie | Competitie |
| Seizoen | Club      | Competitie     | Wed.       | Dlp.       |
| ------- | --------- | -------------- | ---------- | ---------- |
| 2013/14 | Jong Ajax | Eerste divisie | 4          | 0          |
| 2014/15 | Jong Ajax | Eerste divisie | 1          | 0          |
| Totaal  | Totaal    | Totaal         | 5          | 0          |

Bijgewerkt t/m 25 augustus 2014.

### Senioren
| Seizoen         | Club            | Competitie          | Competitie | Competitie | Beker | Beker | Internationaal | Internationaal | Overig | Overig | Totaal | Totaal |
| Seizoen         | Club            | Competitie          | Wed.       | Dlp.       | Wed.  | Dlp.  | Wed.           | Dlp.           | Wed.   | Dlp.   | Wed.   | Dlp.   |
| --------------- | --------------- | ------------------- | ---------- | ---------- | ----- | ----- | -------------- | -------------- | ------ | ------ | ------ | ------ |
| 2006/07         | Ajax            | Eredivisie          | —          | —          | —     | —     | 1              | 0              | —      | —      | 1      | 0      |
| Club totaal     | Club totaal     | Club totaal         | 0          | 0          | 0     | 0     | 1              | 0              | 0      | 0      | 1      | 0      |
| 2007/08         | → Willem II     | Eredivisie          | 16         | 0          | 1     | 0     | —              | —              | —      | —      | 17     | 0      |
| Club totaal     | Club totaal     | Club totaal         | 16         | 0          | 1     | 0     | 0              | 0              | 0      | 0      | 17     | 0      |
| 2008/09         | Ajax            | Eredivisie          | 22         | 0          | 1     | 0     | 8              | 0              | —      | —      | 31     | 0      |
| 2009/10         | Ajax            | Eredivisie          | 1          | 0          | —     | —     | —              | —              | —      | —      | 1      | 0      |
| 2010/11         | Ajax            | Eredivisie          | 6          | 0          | 1     | 0     | —              | —              | —      | —      | 7      | 0      |
| 2011/12         | Ajax            | Eredivisie          | 33         | 0          | —     | —     | 8              | 0              | 1      | 0      | 42     | 0      |
| 2012/13         | Ajax            | Eredivisie          | 30         | 0          | —     | —     | 8              | 0              | 1      | 0      | 39     | 0      |
| 2013/14         | Ajax            | Eredivisie          | 10         | 0          | 4     | 0     | 1              | 0              | 1      | 0      | 16     | 0      |
| 2014/15         | Ajax            | Eredivisie          | 1          | 0          | —     | —     | —              | —              | 1      | 0      | 2      | 0      |
| Club totaal     | Club totaal     | Club totaal         | 103        | 0          | 6     | 0     | 26             | 0              | 4      | 0      | 139    | 0      |
| 2014/15         | Feyenoord       | Eredivisie          | 30         | 0          | 1     | 0     | 8              | 0              | 2      | 0      | 41     | 0      |
| 2015/16         | Feyenoord       | Eredivisie          | 34         | 0          | 6     | 0     | —              | —              | —      | —      | 40     | 0      |
| 2016/17         | Feyenoord       | Eredivisie          | 1          | 0          | 0     | 0     | 0              | 0              | 0      | 0      | 1      | 0      |
| 2017/18         | Feyenoord       | Eredivisie          | 0          | 0          | 1     | 0     | 1              | 0              | 0      | 0      | 2      | 0      |
| Club totaal     | Club totaal     | Club totaal         | 65         | 0          | 8     | 0     | 9              | 0              | 2      | 0      | 84     | 0      |
| 2017/18         | → Club Brugge   | Eerste klasse       | 7          | 0          | 1     | 0     | 0              | 0              | 0      | 0      | 8      | 0      |
| Club totaal     | Club totaal     | Club totaal         | 7          | 0          | 1     | 0     | 0              | 0              | 0      | 0      | 8      | 0      |
| 2018/19         | Feyenoord       | Eredivisie          | 18         | 0          | 5     | 0     | 1              | 0              | 0      | 0      | 24     | 0      |
| 2019/20         | Feyenoord       | Eredivisie          | 16         | 0          | 1     | 0     | 8              | 0              | 0      | 0      | 25     | 0      |
| Club totaal     | Club totaal     | Club totaal         | 99         | 0          | 14    | 0     | 18             | 0              | 2      | 0      | 133    | 0      |
| 2020            | Los Angeles FC  | Major League Soccer | 7          | 0          | 0     | 0     | 5              | 0              | 3      | 0      | 15     | 0      |
| Club totaal     | Club totaal     | Club totaal         | 7          | 0          | 0     | 0     | 5              | 0              | 3      | 0      | 15     | 0      |
| 2021            | FC Cincinnati   | Major League Soccer | 19         | 0          | 0     | 0     | 0              | 0              | 0      | 0      | 19     | 0      |
| 2022            | FC Cincinnati   | Major League Soccer | 0          | 0          | 1     | 0     | 0              | 0              | 0      | 0      | 1      | 0      |
| Club totaal     | Club totaal     | Club totaal         | 19         | 0          | 1     | 0     | 0              | 0              | 0      | 0      | 20     | 0      |
| 2023/24         | PEC Zwolle      | Eredivisie          | 0          | 0          | 0     | 0     | 0              | 0              | 0      | 0      | 0      | 0      |
| 2024/25         | PEC Zwolle      | Eredivisie          | 0          | 0          | 0     | 0     | 0              | 0              | 0      | 0      | 0      | 0      |
| Club totaal     | Club totaal     | Club totaal         | 0          | 0          | 0     | 0     | 0              | 0              | 0      | 0      | 0      | 0      |
| Carrière totaal | Carrière totaal | Carrière totaal     | 251        | 0          | 23    | 0     | 49             | 0              | 9      | 0      | 332    | 0      |

Bijgewerkt tot en met 19 mei 2025.

## Interlandcarrière
Nederland –16
Vermeer maakte op 25 oktober 2001 zijn debuut voor Nederland –16 in een wedstrijd tegen Duitsland –16 op het Walker Crisp Tournament, de wedstrijd werd met 1-2 verloren. Voor Kenneth Vermeer was Nederland –16 het eerste nationale team waar hij voor werd opgeroepen, voor Nederland –15 (de jongste lichting) is hij nooit in actie gekomen. In totaal is Vermeer vier keer in actie gekomen voor Nederland –16; hij wist één keer de nul te houden.
| 1. | 25 oktober 2001  | Duitsland – Nederland | 2 – 1 | Walker Crisp Tournament 2001 |
| 2. | 12 november 2001 | Engeland – Nederland  | 2 – 1 | Walker Crisp Tournament 2001 |
| 3. | 8 januari 2002   | Frankrijk – Nederland | 4 – 0 | Aegean Cup 2002              |
| 4. | 27 maart 2002    | Nederland – Turkije   | 1 – 0 | Vriendschappelijk            |

Bijgewerkt t/m 25 oktober 2001.
Nederland –17
Vermeer maakte op 10 oktober 2002 zijn debuut voor Nederland –17 in een vriendschappelijke wedstrijd tegen Portugal –17, de wedstrijd werd met 1-3 verloren. Het duel tegen Portugal –17 was het enige duel wat Vermeer speelde voor Nederland –17, bij een aantal andere duels heeft hij nog wel op de reservebank gezeten maar is hij niet in actie gekomen.
| 1. | 10 oktober 2002 | Nederland – Portugal | 1 – 3 | Vriendschappelijk |

Bijgewerkt t/m 10- oktober 2002.
Nederland –18
Vermeer maakte op 27 april 2004 zijn debuut voor Nederland –18 in een vriendschappelijke wedstrijd tegen Griekenland –18, de wedstrijd werd met 1-0 gewonnen en Vermeer hield de nul. Het duel tegen Griekenland –18 was het enige duel wat Vermeer speelde voor Nederland –18.
| 1. | 27 april 2004 | Griekenland – Nederland | 0 – 1 | Vriendschappelijk |

Bijgewerkt t/m 27 april 2004.
Nederland –19
Vermeer maakte op 4 september 2004 zijn debuut voor Nederland –19 in een vriendschappelijke wedstrijd tegen Griekenland –19, de wedstrijd werd met 1-0 gewonnen en Vermeer hield de nul. In totaal speelde Vermeer 4 duels voor Nederland –19, in 3 van deze 4 duels wist hij de 0 te houden.
| 1. | 4 september 2004 | Nederland – Griekenland | 1 – 0 | Vriendschappelijk    |
| 2. | 8 oktober 2004   | Nederland – Estland     | 6 – 0 | EK-kwalificatie 2005 |
| 3. | 10 oktober 2004  | Nederland – Wit-Rusland | 3 – 0 | EK-kwalificatie 2005 |
| 4. | 12 oktober 2004  | Israël – Nederland      | 1 – 2 | EK-kwalificatie 2005 |

Bijgewerkt t/m 12 oktober 2004.
Jong Oranje
Op 24 mei 2006 maakte Vermeer zijn debuut voor Jong Oranje in de eerste wedstrijd op het EK 2006 in Portugal tegen Jong Oekraïne (2-1 verlies). Vermeer werd in 2006 met het Nederlands elftal onder 21 jaar Europees Kampioen in Portugal. Twee jaar was Vermeer eerste keeper in het Jong Oranje van Foppe de Haan. In 2007 werd Vermeer opnieuw Europees Kampioen met Jong Oranje, maar mede door het gebrek aan speeltijd in het clubvoetbal, raakte hij zijn positie als vaste keeper kwijt aan de AZ-keeper Boy Waterman. In het begin van het seizoen 2007/2008 kwam Vitesse-keeper Piet Velthuizen daar nog bij.
| Interlands van Kenneth Vermeer voor Jong Oranje | Interlands van Kenneth Vermeer voor Jong Oranje | Interlands van Kenneth Vermeer voor Jong Oranje | Interlands van Kenneth Vermeer voor Jong Oranje | Interlands van Kenneth Vermeer voor Jong Oranje |
| №                                               | Datum                                           | Wedstrijd                                       | Uitslag                                         | Soort wedstrijd                                 |
| Als speler bij Ajax                             | Als speler bij Ajax                             | Als speler bij Ajax                             | Als speler bij Ajax                             | Als speler bij Ajax                             |
| ----------------------------------------------- | ----------------------------------------------- | ----------------------------------------------- | ----------------------------------------------- | ----------------------------------------------- |
| 1.                                              | 24 mei 2006                                     | Oekraïne – Nederland                            | 2 – 1                                           | EK 2006 groepsfase                              |
| 2.                                              | 26 mei 2006                                     | Denemarken – Nederland                          | 1 – 1                                           | EK 2006 groepsfase                              |
| 3.                                              | 29 mei 2006                                     | Nederland – Italië                              | 1 – 0                                           | EK 2006 groepsfase                              |
| 4.                                              | 1 juni 2006                                     | Frankrijk – Nederland                           | 2 – 3                                           | EK 2006 halve finale                            |
| 5.                                              | 4 juni 2006                                     | Nederland – Oekraïne                            | 3 – 0                                           | EK 2006 finale                                  |
| 6.                                              | 15 augustus 2006                                | Duitsland – Nederland                           | 2 – 2                                           | Vriendschappelijk                               |
| 7.                                              | 10 oktober 2006                                 | Nederland – Denemarken                          | 1 – 2                                           | Vriendschappelijk                               |
| 8.                                              | 22 mei 2007                                     | Nederland – Marokko                             | 0 – 2                                           | Vriendschappelijk                               |
| 9.                                              | 13 juni 2007                                    | Nederland – Portugal                            | 2 – 1                                           | EK 2007 groepsfase                              |
| 10.                                             | 16 juni 2007                                    | België – Nederland                              | 2 – 2                                           | EK 2007 groepsfase                              |
| Als speler bij Willem II                        |                                                 |                                                 |                                                 |                                                 |
| 11.                                             | 22 augustus 2007                                | Macedonië – Nederland                           | 0 – 1                                           | EK-kwalificatie 2009                            |
| 12.                                             | 7 september 2007                                | Noorwegen – Nederland                           | 0 – 1                                           | EK-kwalificatie 2009                            |
| 13.                                             | 12 oktober 2007                                 | Estland – Nederland                             | 0 – 3                                           | EK-kwalificatie 2009                            |
| 14.                                             | 26 maart 2008                                   | Nederland – Estland                             | 3 – 0                                           | EK-kwalificatie 2009                            |
| Als speler bij Ajax                             |                                                 |                                                 |                                                 |                                                 |
| 15.                                             | 5 september 2008                                | Nederland – Noorwegen                           | 1 – 1                                           | EK-kwalificatie 2009                            |
| 16.                                             | 9 september 2008                                | Zwitserland – Nederland                         | 1 – 0                                           | EK-kwalificatie 2009                            |

Bijgewerkt t/m 9 september 2008.
Nederlands olympisch voetbalelftal
Kenneth Vermeer werd in 2008 geselecteerd door bondscoach Foppe de Haan voor het Nederlands olympisch voetbalelftal die zal deelnemen aan de Olympische Zomerspelen 2008. Op 2 augustus 2008 maakte hij zijn debuut voor het Nederlands olympisch voetbalelftal in een vriendschappelijk wedstrijd in de aanloop naar de Zomerspelen tegen Ivoorkust. In totaal speelde Vermeer 5 wedstrijd waarvan 4 op de Olympische Zomerspelen 2008, in de kwartfinale werd Nederland uitgeschakeld door Argentinië door doelpunten van Lionel Messi en Ángel Di María verloor Nederland met 2-1.
| 1. | 2 augustus 2008  | Nederland – Ivoorkust        | 1 – 1 | Vriendschappelijk           |
| 2. | 7 augustus 2008  | Nederland – Nigeria          | 0 – 0 | Olympische Zomerspelen 2008 |
| 3. | 10 augustus 2008 | Verenigde Staten – Nederland | 2 – 2 | Olympische Zomerspelen 2008 |
| 4. | 13 augustus 2008 | Nederland – Japan            | 1 – 0 | Olympische Zomerspelen 2008 |
| 5. | 16 augustus 2008 | Argentinië – Nederland       | 2 – 1 | Olympische Zomerspelen 2008 |

Bijgewerkt t/m 27 maart 2009.
Nederlands B
In 2009 werden er 2 vriendschappelijke interlands georganiseerd voor Nederlands B. Op 27 maart 2009 maakte Vermeer zijn debuut voor Nederland B in een vriendschappelijke wedstrijd tegen Jong Duitsland. De wedstrijd tegen Jong Duitsland was zijn enige wedstrijd voor Nederland B. Na de wedstrijd tegen Jong Duitsland heeft Nederland B tot op heden nog 1 keer gespeeld.
| 1. | 27 maart 2009 | Duitsland – Nederland | 0 – 4 | Vriendschappelijk |

Bijgewerkt t/m 27 maart 2009.
Nederland
Vermeer werd op 5 oktober 2012 voor het eerst definitief geselecteerd door bondscoach Louis van Gaal voor de WK-kwalificatieduels tegen Andorra en Roemenië als vervanger van de geblesseerde Tim Krul. Op woensdag 14 november 2012 maakte hij (als basisspeler) zijn debuut als international in de vriendschappelijke wedstrijd tegen Duitsland (0–0). Kenneth Vermeer stond op 6 februari 2013 2e keeper achter Tim Krul tegen Italië.
Kenneth werd op 15 maart 2013 wederom opgeroepen, dit keer voor de WK-kwalificatieduels tegen Estland en Roemenië. Op 22 maart, toen Oranje tegen Estland speelde, stond Vermeer – tot verbazing van velen – onder de lat ten koste van de fitte Maarten Stekelenburg. Deze wedstrijd werd met 3–0 gewonnen door Nederland.
Ook tegen Roemenië kreeg Vermeer de voorkeur boven Stekelenburg, en wederom hield hij de nul. Deze wedstrijd eindigde in 4–0 voor Nederland.
Op 5 mei 2014 werd Vermeer door Van Gaal opgeroepen voor een trainingsstage in Hoenderloo, ter voorbereiding op het wereldkampioenschap. De andere geselecteerde doelmannen waren Jeroen Zoet (PSV) en clubgenoot Jasper Cillessen. Vermeer werd echter door van Gaal niet opgenomen in de 30-koppige WK voorselectie.
Een opmerkelijke statistiek is dat Vermeer nog nooit een tegendoelpunt heeft geïncasseerd in al zijn interlands voor het Nederlands elftal.
| Interlands van Kenneth Vermeer voor Nederland | Interlands van Kenneth Vermeer voor Nederland | Interlands van Kenneth Vermeer voor Nederland | Interlands van Kenneth Vermeer voor Nederland | Interlands van Kenneth Vermeer voor Nederland | Interlands van Kenneth Vermeer voor Nederland | Interlands van Kenneth Vermeer voor Nederland |
| №                                             | Datum                                         | Wedstrijd                                     | Uitslag                                       | Soort wedstrijd                               |                                               |                                               |
| Als speler bij Ajax                           | Als speler bij Ajax                           | Als speler bij Ajax                           | Als speler bij Ajax                           | Als speler bij Ajax                           | Als speler bij Ajax                           |                                               |
| --------------------------------------------- | --------------------------------------------- | --------------------------------------------- | --------------------------------------------- | --------------------------------------------- | --------------------------------------------- | --------------------------------------------- |
| 1.                                            | 14 november 2012                              | Nederland – Duitsland                         | 0 – 0                                         | Vriendschappelijk                             |                                               |                                               |
| 2.                                            | 22 maart 2013                                 | Nederland – Estland                           | 3 – 0                                         | Kwalificatie WK 2014                          |                                               |                                               |
| 3.                                            | 26 maart 2013                                 | Nederland – Roemenië                          | 4 – 0                                         | Kwalificatie WK 2014                          |                                               |                                               |
| 4.                                            | 7 juni 2013                                   | Indonesië – Nederland                         | 0 – 3                                         | Vriendschappelijk                             |                                               |                                               |
| Als speler bij Feyenoord                      |                                               |                                               |                                               |                                               |                                               |                                               |
| 5                                             | 31 maart 2015                                 | Nederland – Spanje                            | 2 – 0                                         | Vriendschappelijk                             |                                               |                                               |

Bijgewerkt t/m 31 maart 2015.

## Erelijst
| Competitie           | Aantal | Jaren                              |
| Ajax                 | Ajax   | Ajax                               |
| -------------------- | ------ | ---------------------------------- |
| Johan Cruijff Schaal | 1x     | 2013                               |
| Eredivisie           | 4x     | 2010/11, 2011/12, 2012/13, 2013/14 |
| KNVB Beker           | 1x     | 2009/10                            |
| Feyenoord            |        |                                    |
| Johan Cruijff Schaal | 2x     | 2017, 2018                         |
| Eredivisie           | 1x     | 2016/17                            |
| KNVB Beker           | 1x     | 2015/16                            |
| Club Brugge          |        |                                    |
| Eerste klasse A      | 1x     | 2017/18                            |

| Competitie                         | Winnaar       | Winnaar       | Tweede        | Tweede        | Derde         | Derde         |
| Competitie                         | Aantal        | Jaren         | Aantal        | Jaren         | Aantal        | Jaren         |
| Nederland –21                      | Nederland –21 | Nederland –21 | Nederland –21 | Nederland –21 | Nederland –21 | Nederland –21 |
| ---------------------------------- | ------------- | ------------- | ------------- | ------------- | ------------- | ------------- |
| Europees kampioenschap voetbal –21 | 2x            | 2006, 2007    |               |               |               |               |
| Nederland                          |               |               |               |               |               |               |
| UEFA Nations League                | -             | -             | 1x            | 2018/19       | -             | -             |

Individueel
| Prijs                       | Aantal | Jaren |
| --------------------------- | ------ | ----- |
| Nederland                   |        |       |
| Ajax Talent van de Toekomst | 1x     | 2003  |